# Paspalum distichum
El panizo (Paspalum distichum) es una especie botánica de gramínea, perenne de la familia de las Poaceae. Es una planta cosmopolita.

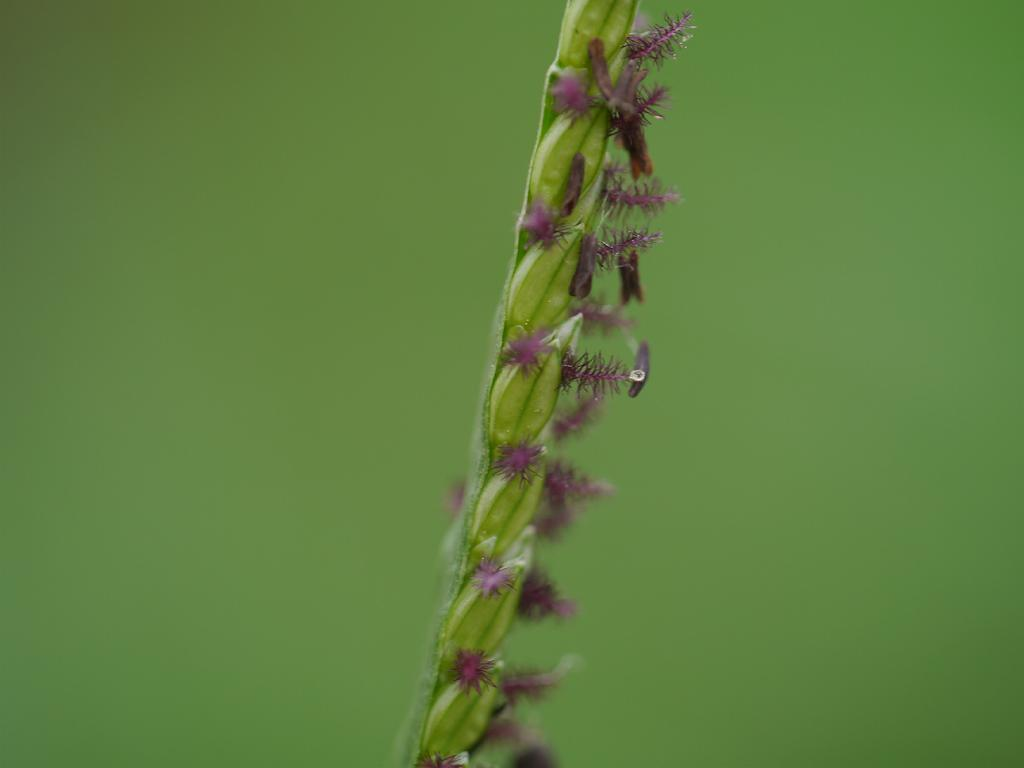
Detalle

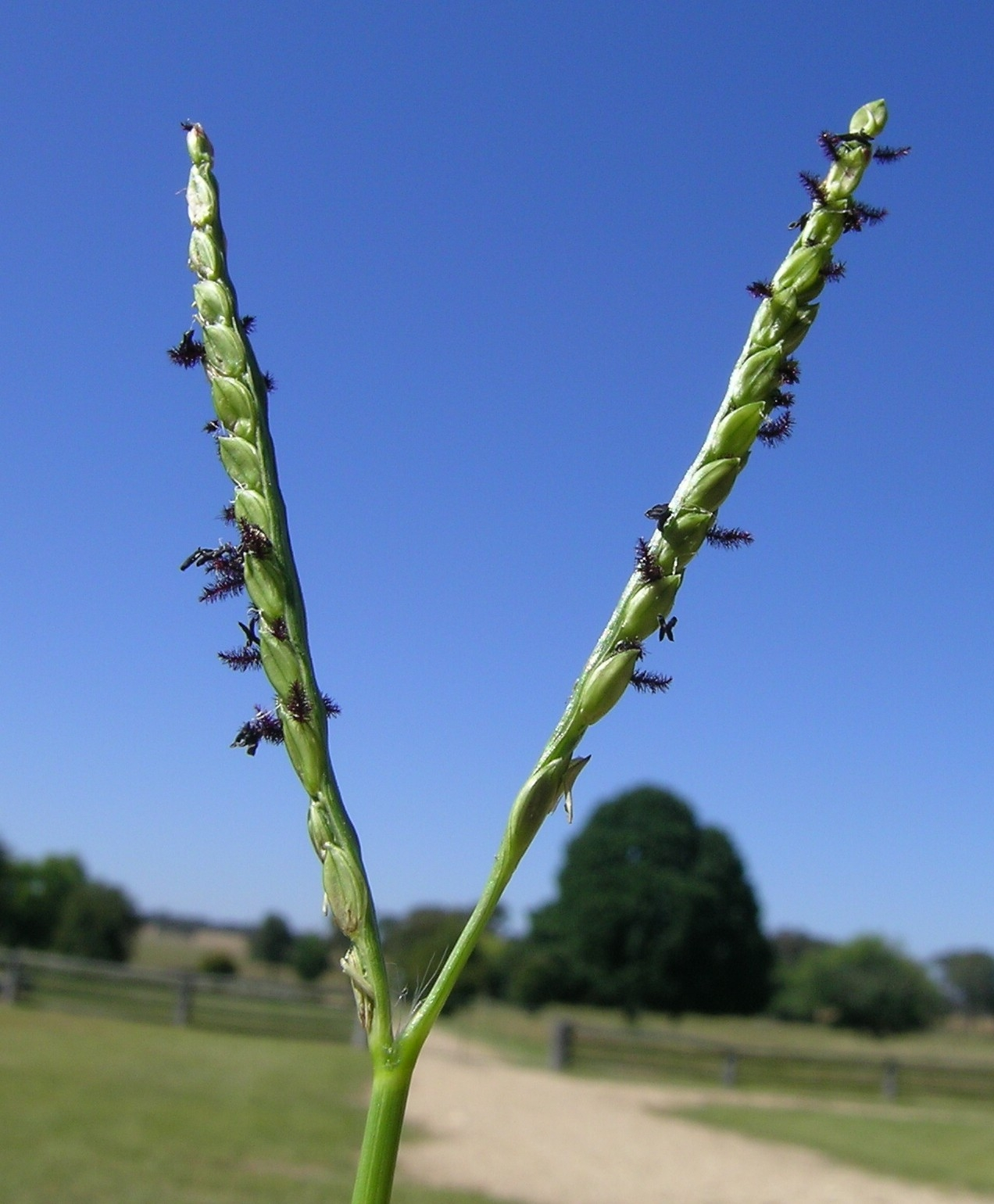
Vista de la planta

## Descripción
Gramínea de 20-50 cm, de hojas algo ásperas y flores en dos largas espigas abiertas en "Y" de hasta 6 cm de longitud en el extremo del tallo. Aquellas están a su vez formadas por conjuntos de 2 flores (espiguillas), alineadas sobre un eje y orientadas todas en la misma dirección, que presentan al exterior 3 estambres con anteras oscuras, muy visibles. Florece en verano.

## Distribución y hábitat
Cosmopolita, encontrado en todo el mundo. Posible origen en la América tropical. En la península ibérica en Castilla y León. Forma herbazales en las orillas de ríos, acequias y presas.

## Taxonomía
Paspalum distichum fue descrita por Carlos Linneo y publicado en Systema Naturae, Editio Decima 2: 855. 1759.
Etimología
Paspalum: nombre genérico que deriva del griego paspalos (una especie de mijo).
distichum: epíteto latíno que significa "en dos filas"
Sinonimia
- Anastrophus paspalodes (Michx.) Nash
- Digitaria disticha (L.) Fiori & Paol.
- Digitaria paspalodes Michx.
- Dimorphostachys oaxacensis (Steud.) E.Fourn. ex Hemsl.
- Milium distichum (L.) Muhl.
- Milium paspalodes (Michx.) Elliott
- Panicum digitaria (Poir.) Latirr.
- Panicum fernandezianum Colla
- Panicum paspaliforme J.Presl
- Panicum polyrrhizum J.Presl
- Paspalum berteroanum Balb. ex Colla
- Paspalum bracteatum Dufour ex Kunth
- Paspalum chepica Steud.
- Paspalum digitaria Poir.
- Paspalum elliottii S.Watson
- Paspalum fernandezianum Colla
- Paspalum glaucifolium Berter ex Colla
- Paspalum michauxianum Kunth
- Paspalum oajacense Hemsl.
- Paspalum oaxacense Steud.
- Paspalum paspaliforme J.Presl
- Paspalum paspalodes (Michx.) Scribn.
- Paspalum paspalodes var. paspalodes
- Paspalum paucispicatum Vasey
- Paspalum polyrrhizum J.Presl
- Paspalum schaffneri Griseb. ex E.Fourn.
- Paspalum vaginatum var. pubescens Döll[5][6]